# Деречо
Деречо (ісп. derecho [deˈɾetʃo], «прямий») — атмосферне явище, широко розповсюджена, прямолінійна вітряна буря, пов'язана з наземними потужними грозами, які мають здатність швидко долати великі відстані.
Деречо може утворювати потужні ураганні вітри, торнадо, зливові дощі і раптові підтоплення. У більшості випадків, утворені конвекцією вітри утворюють дугоподібну форму хмар (буква «С» навпаки) у вигляді лінії шквалів, часто формуючись в зоні відхилення вітру у верхніх шарах тропосфери, у зоні низькорівневої адвекції теплого повітря і низької вологості. Вони швидко рухаються в напрямку руху пов'язаних з ними штормів, подібно до шквалового вороту, за винятком того, що вітер зберігається і підсилюється за атмосферним фронтом, часто перевершуючи силу урагану. Вони часто існують протягом багатьох годин, а іноді і декількох днів.
Деречо формується, як правило, влітку, у Північній півкулі, в зонах помірно-сильної нестабільності і помірно-сильного вертикального зсуву вітрів. Вони можуть формуватися в будь-яку пору року та час доби, як вдень так і вночі.

## Етимологія
Деречо походить від іспанського слова в формі прикметника, що означає «прямий» або «рівний», на відміну від торнадо, яке є «закрученим стовпом повітря». Це слово вперше було використано в Американському метеорологічному журналі у 1888 році Густавом Детлефом Хинріхсом в статті, що описує це атмосферне явище і спирається на випадок деречо, який було зафіксовано в штаті Айова 31 липня 1877 року.

## Формування
Організовані зони грозової активності підсилюють уже сформовані фронтові зони і можуть обганяти холодні фронти. Результуюча мезомасштабна конвективна система (MCS) формується в точці найкращого відхилення верхнього рівня у вітровому графіку в зоні найкращого притоку нижчого рівня. Потім конвекція зміщується на схід і до екватора в теплий сектор, паралельно лініям товщини на нижніх рівнях із середнім тропосферним потоком. Коли конвекція є сильною лінійною чи криволінійною, MCS називається лінією шквалів, з особливістю, розташованою попереду зоною значного зсуву вітру і підвищеного тиску.
Класичне деречо — це лінії шквалу, які утворюють форму лука чи наконечника списа на метео-радарі. Лінії шквалів зазвичай вигинаються через формування мезомасштабної системи високого тиску, яка формується в межах зони дощів за висхідної лінією. Ця зона високого тиску формується через потужний низхідний рух за лінією шквалу і може мати форму низхідного пориву. Розмір «лука» може бути різним, а бурі, пов'язані з «луком», можуть ослабнути і розвинутися знову.
В холодну пору року в Північній півкулі деречо зазвичай формується за схемою південно-західних вітрів на середніх рівнях тропосфери в середовищі з низькою чи середньою атмосферною нестабільністю (викликаною високою температурою і вологістю, біля земної поверхні чи прохолодним повітрям, що рухається вверх і вимірюється за допомогою конвективної потенціальної енергії) та високих значень вертикального зсуву вітру (20 м/с , 72 км/год).
В теплий сезон в Північній півкулі формуються потоки вітру із заходу на північний-захід у середніх шарах тропосфери з помірним і високим рівнем нестабільності. Деречо формуються в середовищі з низькою адвекцією теплого повітря і високою вологістю.

## Класифікація
Поширене визначення деречо — це грозовий комплекс, який створює руйнівну смугу вітрів не менше 400 км (250 миль), з концентрованою областю конвективних поривів вітру, що перевищують 25,5 м / с (92 км / год; 50 вузлів; 57 миль в годину). Згідно з критерієм Національної метеорологічної служби (NWS), деречо класифікується як група штормів з вітрами не менше 25,5 м / с (92 км / год; 50 вузлів; 57 миль в годину) на всьому протязі штормового фронту. Існує протягом не менше шести годин.
Деречо зазвичай мають високу або швидко наростаючу швидкістю руху. Вони мають характерний вигляд на радарі (відомий як носовий ехо-сигнал) з декількома унікальними особливостями, такими як задній вхідний отвір, і вихори на заглушці, і зазвичай вони проявляють два або більше низхідних викиди.
Існує 4 типи деречо:
Послідовне деречо  - цей тип деречо зазвичай асоціюється з дуже глибоким мінімумом.
Однопроменеве деречо — дуже велике відлуння у вигляді «лука» довжиною близько 400 км (250 миль) або вище. Цей тип серійного деречо зустрічається рідше, ніж мульти-луковий. Прикладом однопроменевого серійного деречо є деречо, яке відбулося під час північноамериканського штормового комплексу в жовтні 2010 року.
Multi-лукове деречо — кілька деречо вбудовані у великій лінії шквалів зазвичай становить близько 400 км (250 миль). Одним із прикладів серійного деречо з декількома луками є деречо, яке відбулося під час «Бурі століття» 1993 року у Флориді. Через формування суперосередку, можуть з'являтися торнадо. Це набагато більш поширений тип серійного деречо, ніж одинарний.
Прогресивне деречо — гроза приймає форму лука і може поширюватися на сотні миль по нерухомих фронтах. Приклади цього: «ураган Елвіс» в 2003 році, канадське деречо 4-5 липня 1999 р. Формування торнадо менш поширене в прогресивному, ніж в мульти типі.

## Розташування
Деречо в Північній Америці формуються переважно з квітня по серпень, з піком частоти з травня по липень. У цю пору року деречо в основному «мешкають» на Середньому Заході Сполучених Штатів і у внутрішніх горах США, найчастіше в Оклахомі і через долину Огайо. В середині літа, коли гаряча і волога повітряна маса покриває північно-центральну частину США, вони часто розвиваються далі на північ, в Манітобу або Північно-Західному Онтаріо, іноді значно північніше кордону між Канадою і США.

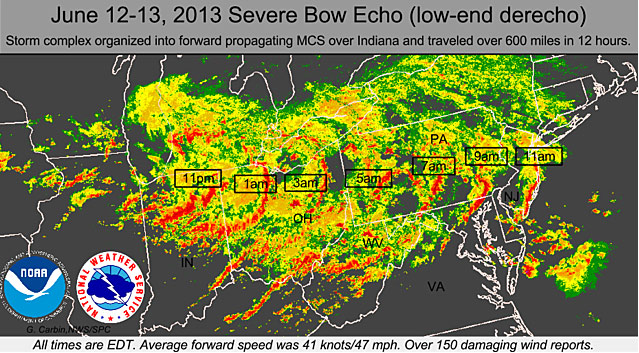

Північна Дакота, Міннесота і Верхній Мічиган також уразливі для штормів деречо, коли такі умови існують. Вони часто виникають уздовж стаціонарних фронтів на північній периферії, де існує найсильніший міхур тепла і вологості. Пізні деречо зазвичай стосуються до Техасу і далекого півдня, хоча пізні літні деречо вдарили по верхніх районах штату Нью-Йорк після опівночі 7 вересня 1998 року. Деречо теплого сезону більш нестабільні, ніж їх аналоги холодного сезону, в той час як прохолодні сезонні деречо мають більший зсув, ніж їх аналоги з теплого сезону.
Хоча ці шторми найчастіше трапляються в Північній Америці, деречо можуть виникати і в інших частинах світу, причому в деяких районах надто часто. За межами Північної Америки їх іноді називають різними іменами. Наприклад, в Бангладеш і прилеглих частинах Індії шторм, відомий як «норвестер», може бути прогресуючим деречо. Одне з таких сталося 10 липня 2002 року в Німеччині: в результаті серійного деречо вісім людей загинули і 39 були поранені неподалік від Берліна. Деречо зустрічаються на південному сході Південної Америки (особливо в Аргентині і південній Бразилії) і в Південній Африці, а в окремих випадках — поблизу або на північ від 60-ї паралелі на півночі Канади. В основному це явище середніх широт, деречо зустрічається в басейні Амазонки в Бразилії. 8 серпня 2010 року деречо вдарило по Естонії та відірвало вежу церкви Вяйке-Маарів. Іноді зустрічаються деречо і в Китаї.

## Руйнування
На відміну від інших гроз, які зазвичай можна почути на відстані при наближенні, здається, що деречо вдарити раптово. У лічені хвилини може виникнути дуже сильний вітер, досить сильний, щоб перекинути дорожні знаки і повалити великі дерева. Ці вітри супроводжуються зливовим дощем і частими блискавками з усіх боків. В таких умовах їздити небезпечно, особливо вночі. Обірвані дроти і часті відключення електроенергії можливі, але не завжди є вирішальним фактором. Деречо проходить швидко, але може завдати великої шкоди за короткий час.
Оскільки деречо трапляється в теплі місяці і часто в місцях з холодним зимовим кліматом, найбільшому ризику піддаються ті, хто займається активним відпочинком на відкритому повітрі. Туристи, мандрівники і автомобілісти піддаються найбільшому ризику через падіння дерев, повалених сильним вітром. Такі бурі вирубали великі ліси. Люди, що живуть в пересувних будинках, також піддаються ризику; мобільні будинки, що не прикріплені до землі, можуть перевернутися через сильний вітер. По всій території Сполучених Штатів, в штатах Мічиган і Нью-Йорк, значна частина потерпілих від деречо загинула.
Деречо також може серйозно пошкодити систему розподілу електроенергії в міській місцевості, особливо якщо ці служби проходять над землею. Деречо, що обрушилося на Чикаго, штат Іллінойс, 11 липня 2011 року, залишило без електрики понад 860 000 людей. У червні 2012 року північноамериканське деречо відключило електроенергію більш ніж 3,7 мільйонам споживачів, починаючи з Середнього Заходу Сполучених Штатів, через центральні Аппалачі і закінчуючи середньо-атлантичними штатами.